# Trivigliano (Chieti)
Il quartiere Trivigliano (o anche di Porta Santa Maria) è uno dei quartieri storici di Chieti. 
È uno dei più grandi e meglio conservati della città storica, situato nell'area più settentrionale del centro, ha forma circolare, ricordo della sua fondazione medievale, abbraccia un colle circolare posto a nord ed è raggiungibile dalla direttrice del corso Marrucino, all'intersezione con via Arniense, scendendo via Toppi e percorrendo via di Porta Pescara o via degli Agostiniani. Gli accessi storici sono la Porta Pescara, di cui si conserva un arco monumentale con orologio, usato come stazione di pagamento del dazio per entrare da via Silvino Oliveri, e poi Porta Santa Maria, demolita nell'Ottocento, la più settentrionale di Chieti, accessibile dall'ex caserma Pierantoni (un tempo convento di Santa Maria).

## Storia
- Relazione storica del Comune di Chieti[collegamento interrotto]

Benché siano stati rinvenute tracce di qualche abitazione e reperti conservati nel Museo archeologico La Civitella, si pensa che quest'area del centro non fosse molto popolata, poiché corrispondeva a una periferia dell'antica Teate, insieme al Colle Gallo ed al Piano Sant'Angelo. La necropoli monumentale italica, usata anche dai Longobardi, seguiva la direttrice dell'ex via Ulpia (corso Marrucino nord), e si andava a collegare all'ex Largo del Pozzo, poi piazza Giangabriele Valignani.
Il quartiere si sviluppò nell'epoca dei Longobardi, e poi dei Normanni (XI secolo circa), quando l'area era un piccolo centro fortificato a ridosso del centro antico romano di Teate, il cui fulcro era l'attuale piazza dei Templi Romani. Già alcune abitazioni coloniche erano state edificate tra il V e il VI secolo, durante l'epoca del governo dei Goti, quando fu costruita la chiesetta di Sant'Agata "dei Goti" e il convento di San Pietro, sopra cui nel XVI secolo fu rifatto il convento di Santa Maria (oggi ex caserma Pierantoni).

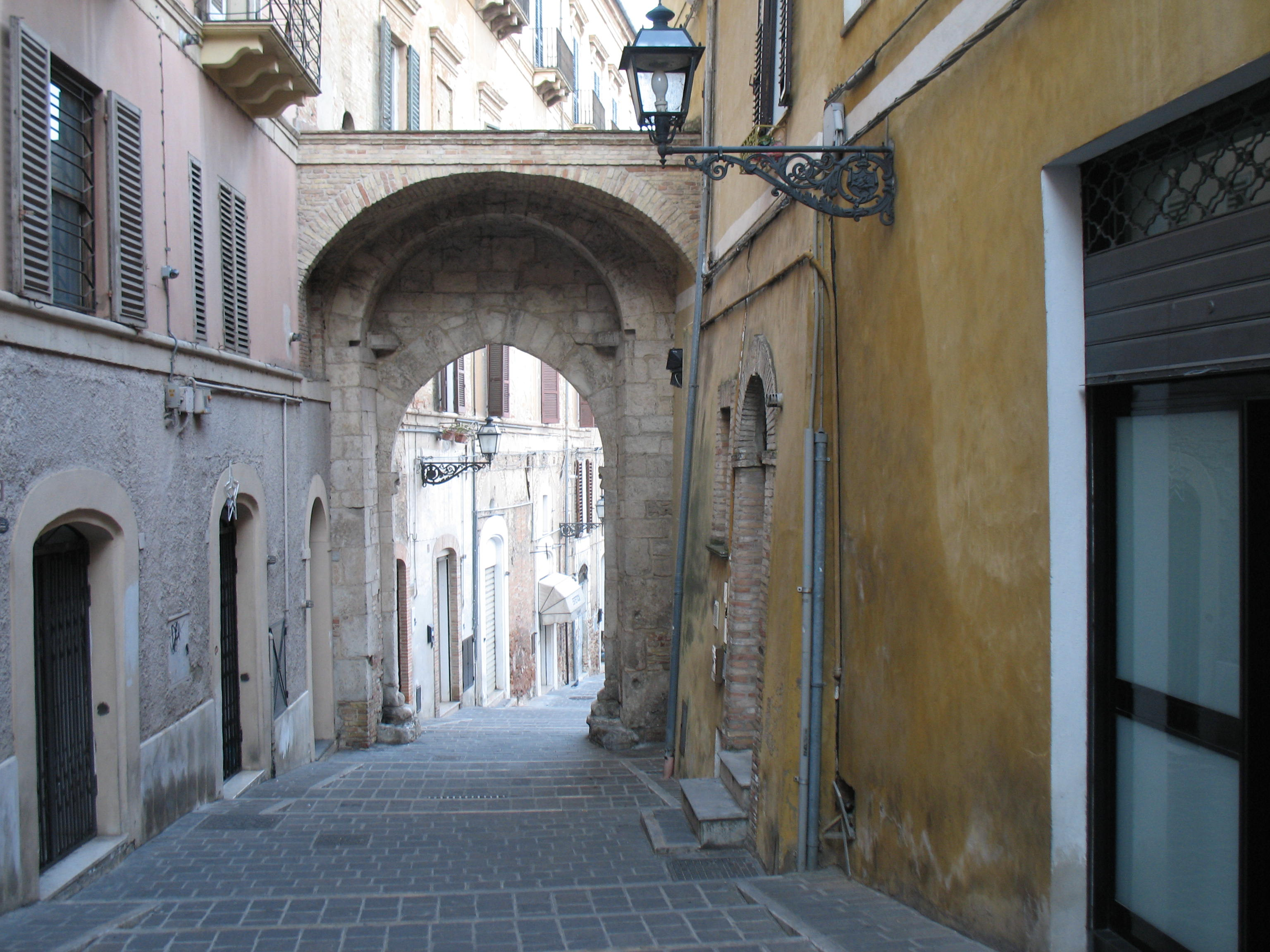
Porta Pescara, arco medievale

Tuttavia, come si vede alla Porta Pescara delle mura, il quartiere ebbe un decisivo incremento demografico solo in epoca angioina, nel XIII-XIV secolo. Il primitivo nucleo si raccolse attorno a un monastero-fortezza dedicato a Santa Maria, da cui il nome, edificato probabilmente sopra una vecchia chiesa dedicata a San Pietro. L'antico castello-centro abitato aveva due porte di accesso: Porta Santa Maria inserita più a nord, e la Porta Pescara, perché rivolta verso l'abitato di Aterno a mare, spostata leggermente più a est, e arretrata rispetto all'attuale circonferenza dell'abitato a cerchio. Nel corso dei secoli si andò sempre più espandendo, insieme con altri castelli longobardi, come Piano Sant'Angelo o Porta Sant'Anna, il rione San Giovanni o di Porta Monacisca e il rione Sant'Andrea, fino a diventare, all'epoca di Federico II di Svevia, un unico agglomerato urbano cinto da mura. Le mura che circondavano il quartiere Trivigliano oggi sono in gran parte scomparse o inglobate tra le case, ma si conserva ancora il tratto di Porta Pescara, unica delle 9 porte medievali della città vecchia; l'altro accesso principale, demolito già nel primo '800, era Porta Santa Maria, situata proprio dove si trova l'ex convento dedicato Santa Maria, oggi trasformato nella caserma Pierantoni, durante la militarizzazione della città nella seconda metà del XIX secolo.
Nel corso del XV secolo il quartiere divenne roccaforte della potente famiglia dei Toppi, tra i quali figurò Niccolò Toppi, la quale spesso negli anni successivi si scontrò con le altre signorie feudatarie, e con i Valignani, signori di Chieti. Ancora oggi a testimonianza della presenza di tale casato c'è il Palazzo dei Toppi, con la torre di controllo risalente al Quattrocento. Il quartiere dal XVII secolo in poi subì varie modifiche, specialmente quando alcune case vennero abbattute per costruire sontuosi palazzi gentilizi, come Palazzo Zambra, Palazzo De Pasquale, Palazzo Mezzanotte; tuttavia si sono ancora oggi conservati dei vicoli tipici delle stradicciole medievali, come la costa di Porta Pescara, che è di chiara matrice medievale. Una traversa, chiamata via Santa Lucia, probabilmente portava a una chiesa oggi scomparsa. Nell'800 il quartiere perse la chiesa più importante, il convento di Santa Maria, trasformato in caserma militare, mentre il convento di Sant'Agostino fu soppresso, lasciando solo la chiesa adibita al culto, anche se nella seconda metà del Novecento tornerà alla curia, destinata a sala parrocchiale per organizzazioni varie ecclesiastiche.
Oggi, dopo le modifiche del secondo Ottocento al corso Marrucino, il quartiere Trivigliano è uno dei meglio conservati della città, ed è punto di passaggio della celebre "Processione del Venerdì santo di Chieti".

## Descrizione
Il quartiere ha una forma cilindrica, in origine cinto da mura di fortificazione, tipico esempio di borgo di incastellamento dei Longobardi. Partendo da est, da via Federico Salomone, ossia la zona del rione Terranova-Porta Sant'Anna, all'altezza dell'ingresso ottocentesco di Porta Pescara la circonvallazione che cinge il quartiere è dedicata a Silvino Olivieri. Dove si trovava l'ingresso medievale è il Largo di Porta Santa Maria, rovinato negli anni '60 dalla costruzione di tre complessi popolari, e da dove la via degli Agostiniano taglia a metà il quartiere in maniera perpendicolare. Su questa via si incontrano la caserma Pierantoni, il fianco della chiesa di Sant'Agostino, la chiesa di San Raffaele e via Toppi, dove si trova il palazzo con la torre, che risale fino all'intersezione di via Arniense con il corso Marrucino, all'altezza del seminario vescovile.

## Monumenti

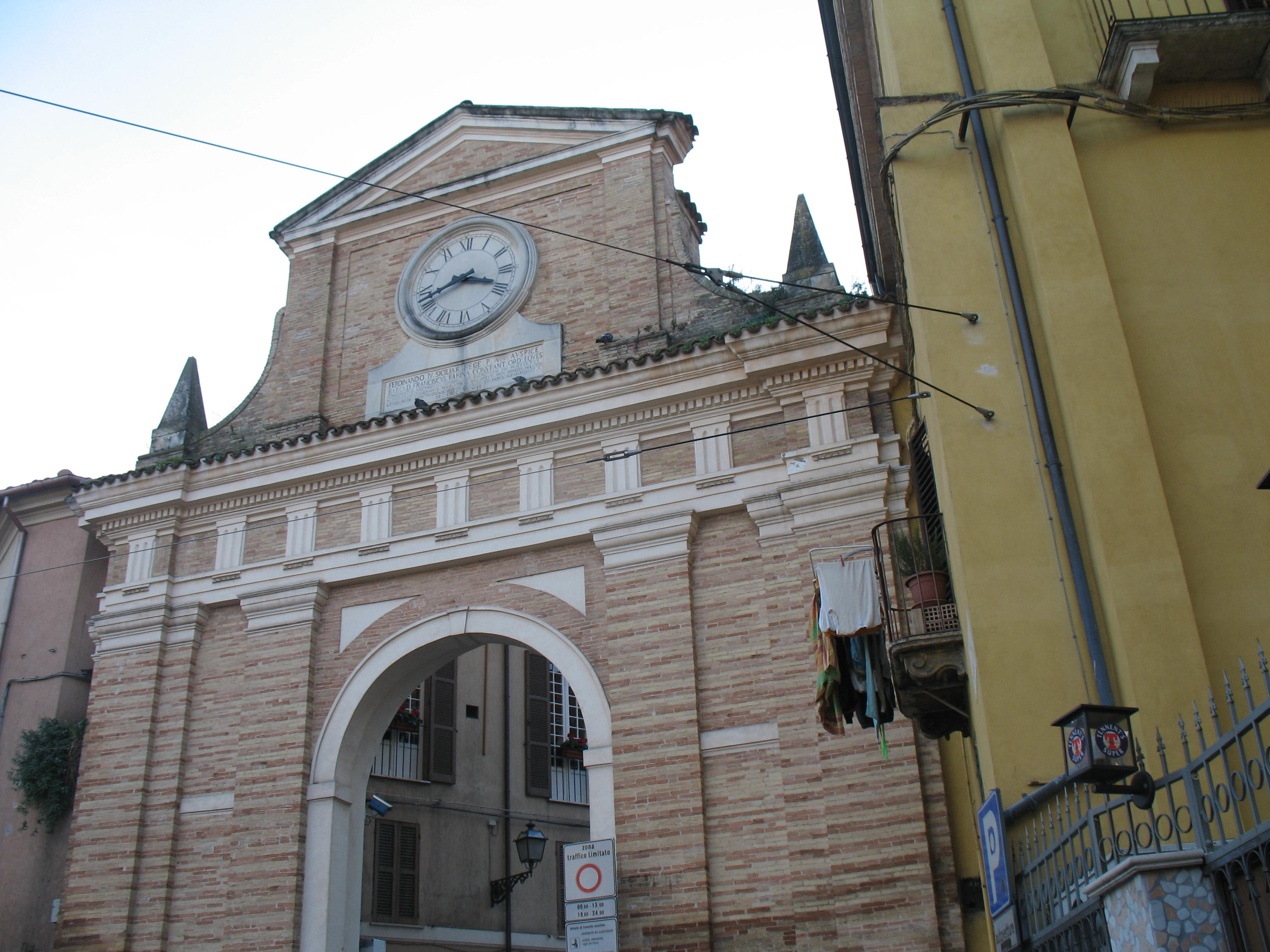
Ingresso al rione Santa Maria da Porta Pescara.

Come il borgo di San Paolo (antico nucleo romano di Teate, posto tra Porta Santa Caterina e l'inizio del quartiere Civitella), nel corso dell'XI secolo venne fondato anche il primitivo abitato di Villa Trivigliano, fuori dal contesto urbanistico della Teate romana. Nelle prime fonti il borgo viene definito "villa" o "castellum", insieme con il vicino borgo di San Giovanni, nei pressi di zona Sant'Anna. Le fonti parlano di un Castellum Tribulianum dai documenti del vescovo di Chieti, mentre nel XII era nominato "Theatinum Urben Trivillianum". Nel XIII secolo era definito "villa", ossia un piccolo borgo rurale che probabilmente fu dotato di un castello, successivamente scomparso, e fusosi con il borgo di Santa Maria, sorto attorno al convento omonimo.
Il quartiere attuale è uno dei più grandi della città, e unisce le aree di San Giustino e del corso Marrucino mediante via Arniense. L'asse principale è costituito da via Toppi-via Agostiniani, seguito da via dei Crociferi, via Porta Pescara e Largo Sant'Agata. I monumenti sono:
- Chiesa di Sant'Agata: è una delle chiese più antiche di Chieti, situata nel cuore del quartiere, costruita nell'VIII secolo e ampliata in un monastero nel XII secolo, successivamente soppresso, di cui una parte è stata trasformata nel Palazzo De Pasquale. Sulla facciata, con profilo gotico a capanna inquadrata da due paraste cuspidate, si apre un portale medievale in pietra a forma ogivale con lunetta e soprastante medaglione.[1]Più in alto si trova un rosone in pietra tinteggiato; la chiesa ha un impianto rettangolare a navata unica con loggia per la cantoria e altari laterali. La volta è a botte lunettata. La decorazione è in paraste con capitelli corinzi che sorreggono una doppia cornice con dentellatura, e inquadrano due altari laterali per ciascuna parete. L'altare maggiore in laterizio e stucchi ha un'edicola tra capitelli corinzi, e mostra una pala raffigurante il Martirio di Sant'Agata (1726), di Donato Teodoro.
Gli altri altari sono compresi tra paraste e il sovrastante arco che si sovrappone alla cornice anteriore, e mostrano colonne e timpano spezzato con medaglioni.

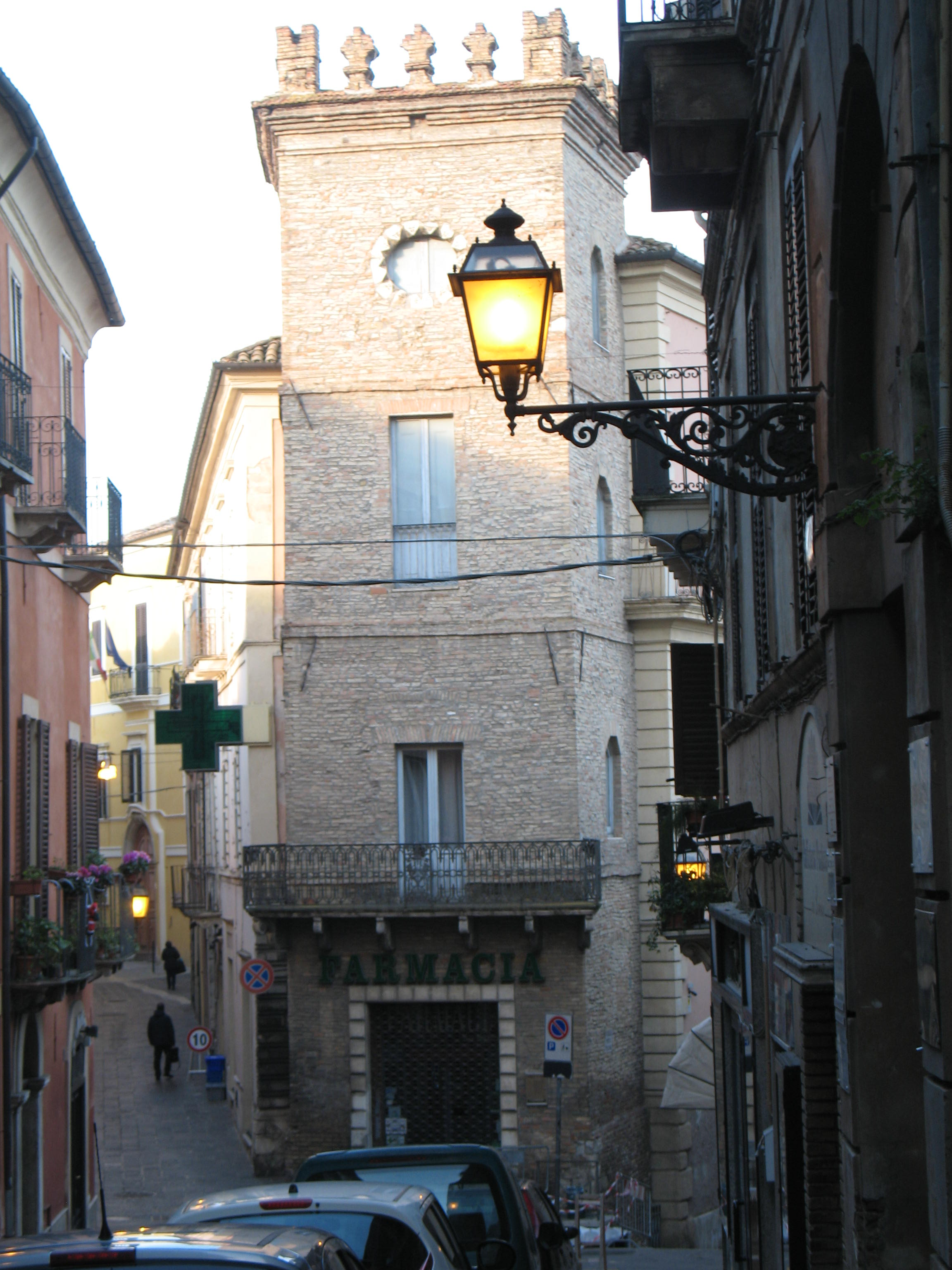
Torre de' Toppi.

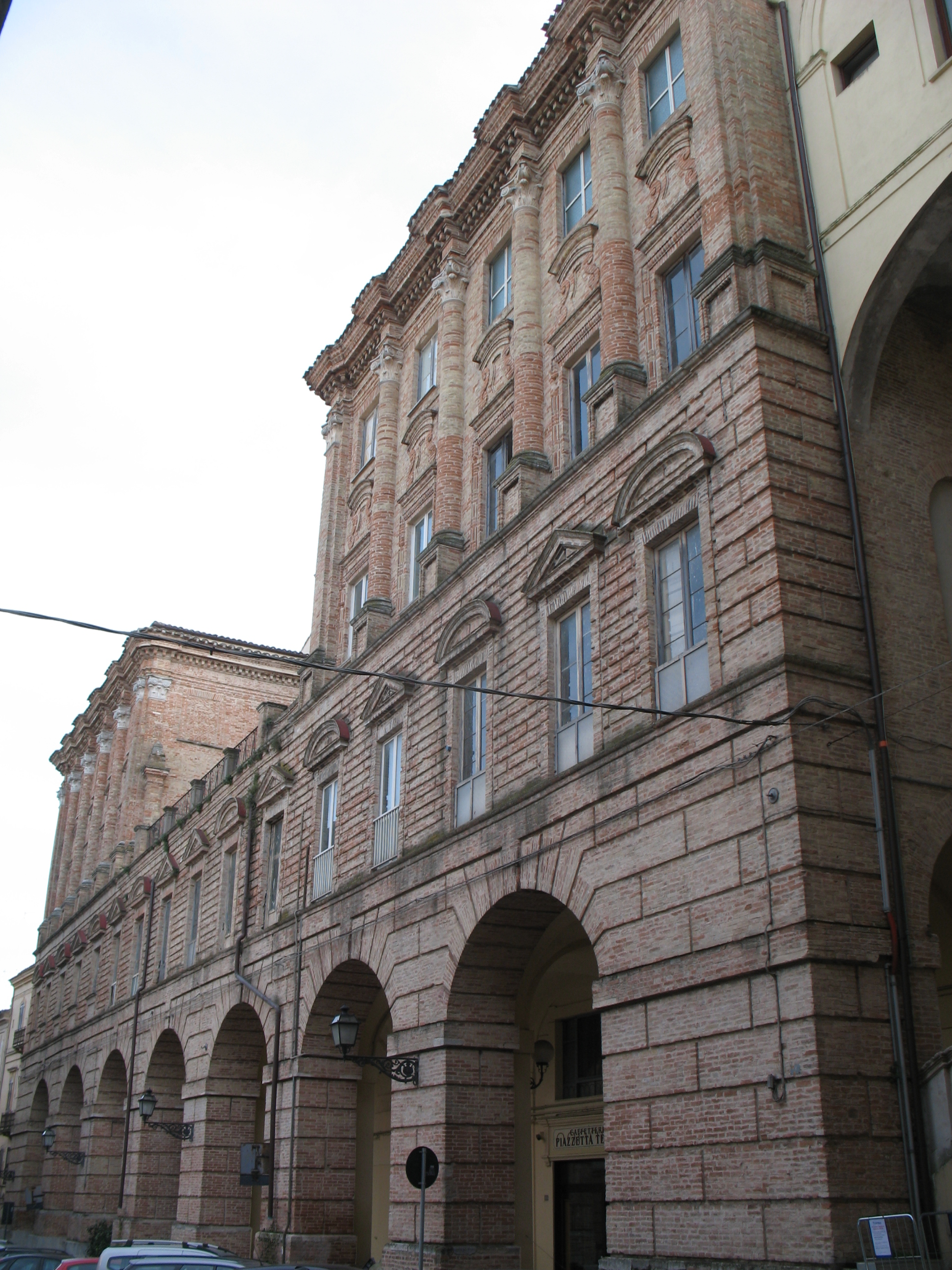
Seminario diocesano.

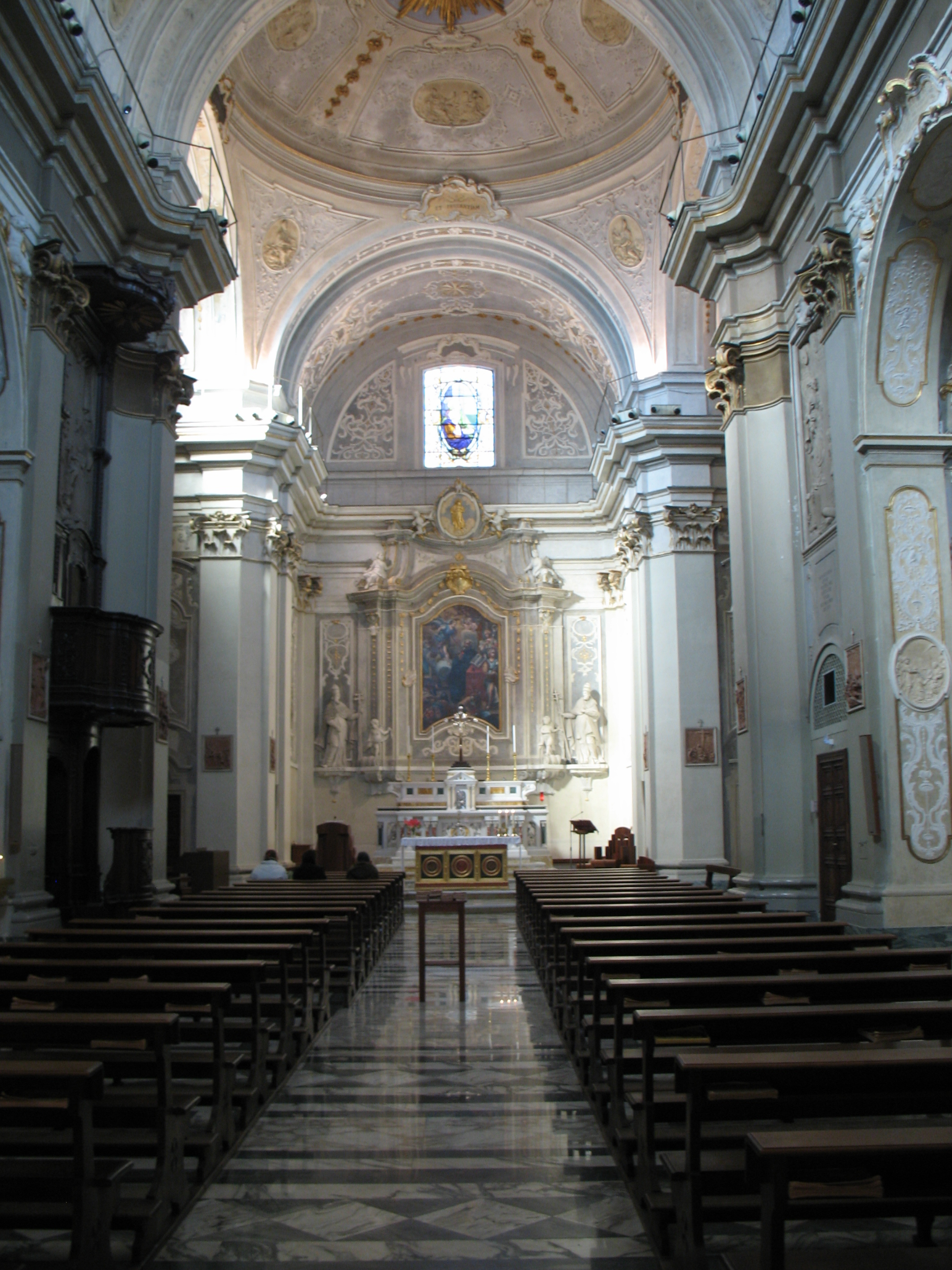
Interno della chiesa di Sant'Agostino.

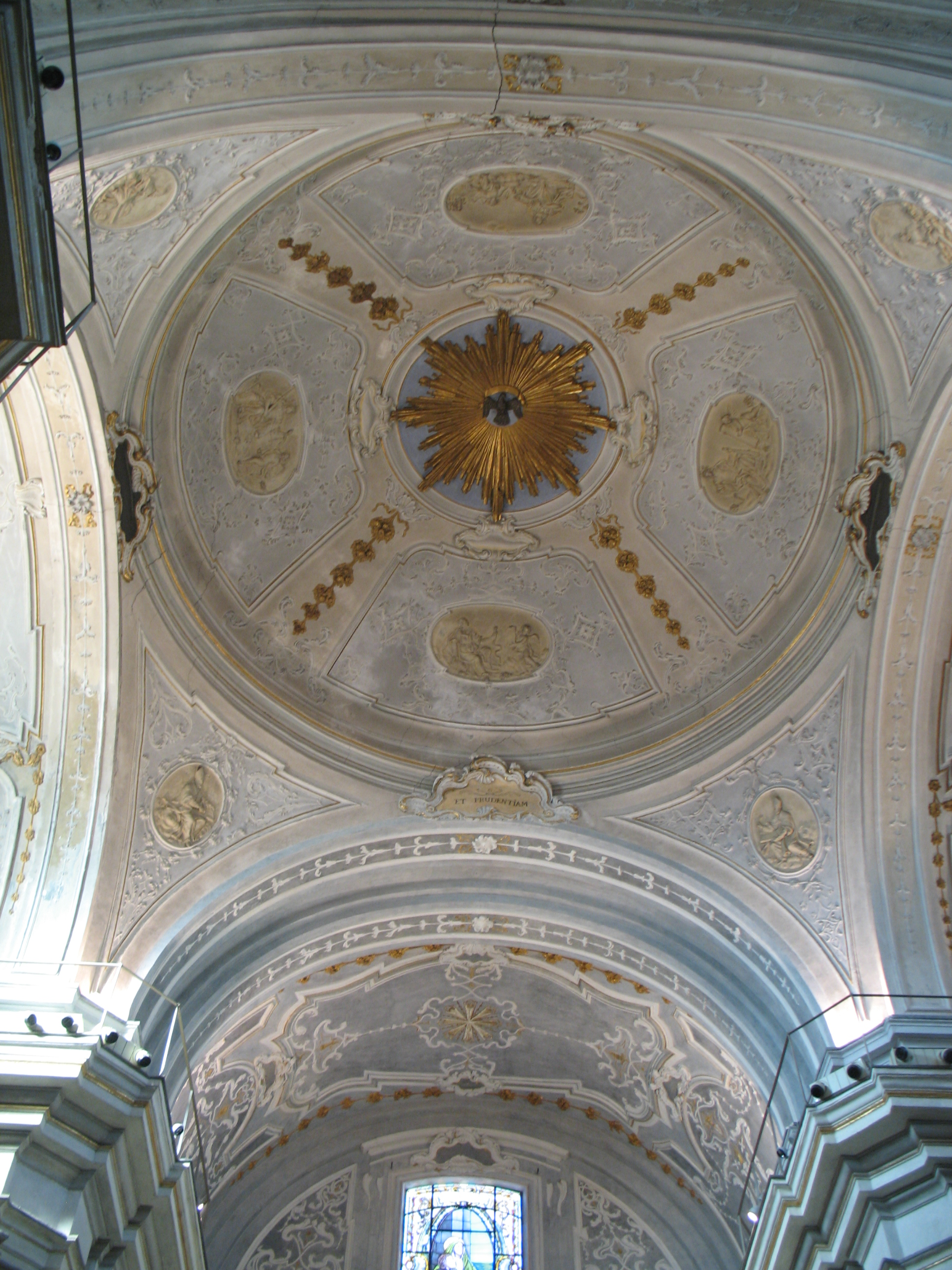
Calotta sferica di Sant'Agostino.

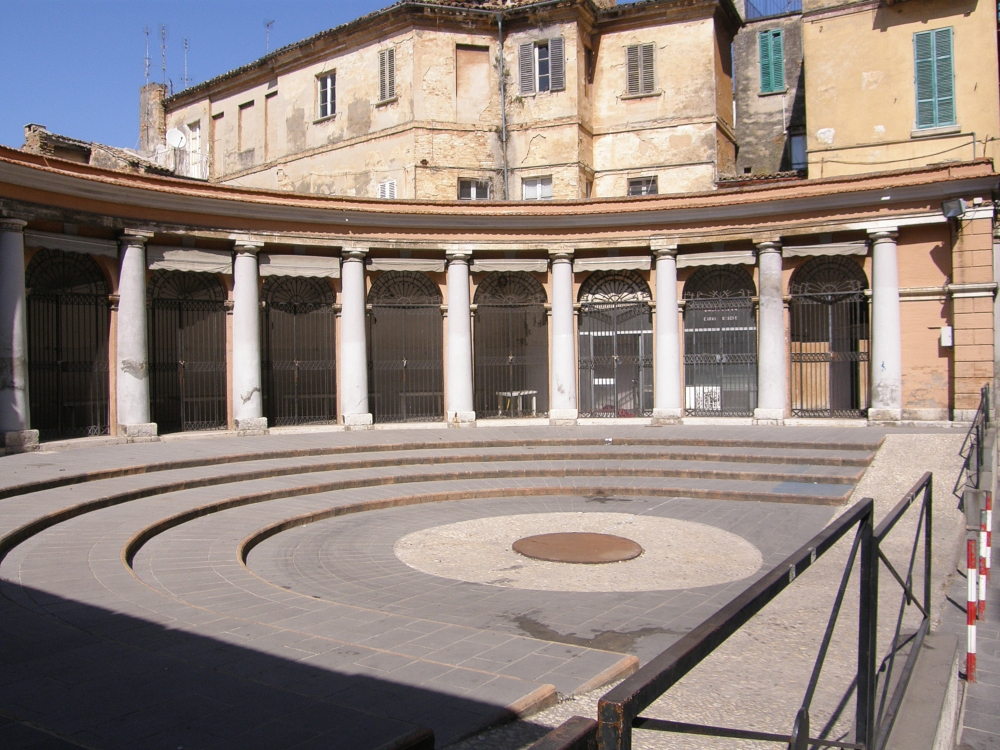
Esedra della Pescheria, o Piazza Mario Zuccarini.

- Palazzo Toppi - Sanità: il palazzo di raffinata fattura è composto da più fronti realizzati in epoche diverse, e conserva la torre merlata del XIV secolo.[2]Le forme attuali si devono agli interventi realizzati nel Settecento su committenza di Diodato e Agatopo Toppi, da cui il nome. Nella volta dell'androne si conserva un affresco riproducente lo stemma familiare. Da notare, prospiciente il piccolo cortile interno, lo scalone a doppia rampa ornato da colonne doriche e decorazioni in stucco.
- Palazzo Toro: situato tra largo Santa Maria e la via Agostiniani (civici 42-50), è una struttura ottocentesca in intonaco rosso di gusto neoclassico.
- Chiesa di San Raffaele: lungo via Agostiniani, faceva parte di un complesso conventuale oggi trasformato in convitto musicale. La piccola chiesa fu eretta nel 1625 con il titolo di "Santa Maria della Pietà". Sulla facciata si fa subito notare l'originale portale in pietra, recentemente restaurato, grazie al contributo della Cassa di Risparmio della Provincia di Chieti. Esso mostra nelle estremità laterali due originali mascheroni.[3]L'interno si presenta assai rimaneggiato nell'800, e conserva una pregevole statua vestita raffigurante la Madonna con in grembo il Cristo deposto, e la pala d'altare di scuola napoletana del Settecento, raffigurante la Deposizione. L'insieme decorativo di stucchi è risalente invece all'epoca del tardo barocco napoletano.

- Palazzo De Pasquale: in Largo Sant'Agata, è stato costruito presso l'antico convento della chiesa, passato nel 1865 dalla famiglia Zambra ai De Pasquale. La facciata lunga e imponente è movimentata dal cornicione e dalle finestre riquadrate. All'interno si trova una delle scale più interessanti della città, formate da due rampe, decorate da colonne ioniche, con ripiano coperti a cupolini.[4]Il salone centrale e gli altri ambienti sono decorati con affreschi di gusto neoclassico.

- Palazzo Zambra: fu eretto dal barone Vincenzo Maria Del Monaco nella metà del 1700; quindi passò di proprietà alla famiglia Zambra nel 1817, acquistato da don Ferdinando, allora Camerlengo di Chieti. Dal 1993 è sede della Soprintendenza Archeologica d'Abruzzo. L'edificio si sviluppa nell'interno in vasti saloni con alte volte, dei quali quello di rappresentanza conserva l'affresco dello stemma famigliare. La facciata si presenta imponente, ma allo stesso tempo ben armonizzata nella stretta via degli Agostiniani, con finestre doppiamente incorniciate e portale lapideo decorato con volute a conchiglie.

- Ex convento di Santa Maria - Caserma Pierantoni: dalle carte della diocesi, si sa che la chiesa è una delle più antiche di Chieti, costruita sopra una vecchia struttura consacrata a San Pietro. Il nuovo monastero sorse al termine di via Agostiniani nel 1593 per volere dell'arcivescovo Matteo Samminiato. La vecchia chiesa di San Pietro oggi è ancora visibile, adibita a Ufficio Amministrativo statale, mentre l'oratorio di Santa Maria della Pietà, da cui il nome del complesso, è ancora attivo, ha navata unica con volta a botte, vi è custodita una pala d'altare della Deposizione dalla Croce e una Madonna della Pietà lignea del XVIII secolo, di scuola napoletana. Il convento rimase attivo fino alla soppressione nel 1865, quando divenne la Caserma Pierantoni. Quanto la caserma è stata chiusa di recente, i locali dell'ex convento sono stati ripartiti in varie sedi di diverse associazioni, fino alla proposta nel 2017 di trasformare il convento in una Casa dello Studente per gli universitari.
La chiesa è ancora riconoscibile al termine di via Agostiniani con via Olivieri, mentre il corpo del convento è legato al moderno parcheggio "Pierantoni", a pianta quadrangolare irregolare.

- Chiesa di Sant'Agostino: la chiesa a navata unica con pianta a croce latina, con annesso ex convento degli Agostiniani, fu eretta nel 1316. Lo storico Girolamo Nicolino parla di un'iscrizione su pietra a lato del portale d'ingresso, oggi però scomparsa. Della struttura originaria resta la facciata orientale in laterizio, scandita in tre campate per mezzo di lesene culminante in una cornice e archetti, sulla quale si aprono finestre ogivali.[5]Nel 1562 un incendio distrusse la chiesa, lasciando in piedi solo la facciata, ragion per cui fu ricostruita in forme seicentesche; gli Agostiniani ottennero da Pio IV un'indulgenza per i popolani che avrebbero aiutato nella ricostruzione dell'edificio. Nel Settecento gli interni furono stuccati da Girolamo Rizza (1718-47) sul modello gesuitico adottato nelle chiese francescane di Atri (TE), Città Sant'Angelo (PE) e L'Aquila. L'interno presenta una grande navata coperta da due volte a vela mediante passaggi a botte, alla quale sono addossate due sole cappelle laterali per parte. L'aula è unita allo spazio della cupola da piloni smussati, la facciata fu completata nel 1751 per opera della Confraternita della Cintura, come rivela lo stemma sul portale. La confraternita collaborò con gli Agostiniani fino alla loro estromissione nel 1810, e poi nel 1866 con la soppressione degli ordini.
Il convento fu adibito a caserma fino al 1945 e poi usato per eventi vari. Il chiostro è una delle poche strutture medievali conservatesi perfettamente, definito dallo storico Verlengia il più antico chiostro medievale di Chieti sopravvissuto. Ha forma quadrata con loggia a terra e archi acuti retti da pilastri esagonali e loggetta superiore con archi a tutto sesto.
Gli stucchi e gli altorilievi della chiesa rappresentano scene della vita di Sant'Agostino e di altri santi agostiniani, come Santa Rita, Santa Monica e San Giovanni Buono. Del Settecento è una tela raffigurante la Trasverberazione di Sant'Agostino, presso l'abside, opera napoletana. Sugli altari laterali ci sono cappelline con dipinti a tela del XVIII secolo. Il primo altare mostra il dipinto di San Michele contro il diavolo, il secondo mostra il transito di San Giuseppe tra Maria e Gesù (di Luca Giordano), sull'altare di sinistra si trova una tela di Donato Teodoro raffigurante la "Madonna della Cintura".

- Piazza Esedra della Pescheria: all'incrocio di via Toppi con via Arniense, in uno slargo detto anche Piazza Mario Zuccarini, in ricordo del soprintendente archeologico abruzzese, l'esedra esisteva già nel XIV secolo, poi fu ricostruita nell'Ottocento in stile neoclassico, vi si teneva il mercato del pesce con i prodotti che arrivavano da Porta Pescara, mostra una forma a ventaglio, ricordando un mercato d'età classica. Gli ambienti destinati ai venditori di pesce o carne sono preceduti da un colonnato dorico. Il soprannome "lu Ricchiappe" è dovuto al fatto che in passato presso la piazza terminava la corsa dei barberi, un antico palio in cui prendevano parte cavalli senza fantino e finiture, che vi giungevano dopo aver percorso a galoppo via Alessandro Valignani e via Arniense, partendo dal piazzale della chiesetta di Sant'Anna presso il cimitero comunale. Il proprietario del cavallo vincitore riceveva una somma di denaro e un'icona votiva di San Giustino, perché la corsa si teneva proprio durante le feste patronali. Attualmente l'esedra ha assunto il nome della piazzetta teatro Mario Zuccarini, in ricordo dello storico soprintendente del Teatro Marrucino.

- Chiesa della Santissima Annunziata dei Crociferi: accanto alla piazzetta Zuccarini, la chiesa era originalmente annessa all'ospedale dei Camilliani (da San Camillo de Lellis), e si presenta in forme barocche a navata unica con transetto coperto a cupolino, e due cappelle per lato; le decorazioni in stucco sono di Michele Clerici, artista di scuola lombarda attivo a Chieti nella metà del XVIII secolo.[6]Le due cappelle del transetto conservano pale d'altare di Ludovico de Majo, artista napoletano della scuola del Solimena: quella di sinistra raffigura San Camillo de Lellis nella scena del Miracolo della Croce, l'altra è dedicata a San Giuseppe, specificatamente al transito in Paradiso. Il pulpito ligneo è della bottega di Onesto Salvini, maestro di Orsogna, notevole l'organo settecentesco con cassa intagliata e dorata.
- Palazzo Mezzanotte in Largo Sant'Agata: da non confondere con il palazzo di Piazza San Giustino, la struttura incide fortemente sullo skyline di Chieti alta. Risale al XVIII secolo, e nel corso degli anni è stato diviso in vari locali per appartamenti e sedi di associazioni. Negli ultimi anni i muratori hanno lavorato nelle caverne del piano terra, rinvenendo degli archi che formavano un doppio portico. Tali caverne sono androni a base quadrata formati da gigantesche mura. Il palazzo ha pianta rettangolare irregolare poiché si piega a semicerchio, essendo stato ricavato dalle mura medievali. Suddiviso in più settori da cornici, ha una palazzina centrale più piccola che è divisa da cornici e paraste, terminante a triangolo, con accanto una torretta rettangolare con finestre.

- Porta Pescara e Porta Santa Maria: accessibile dalla biforcazione a destra della via dei Toppi, altezza della torre del palazzo Toppi-Spatocco, è un arco gotico tipico del XIII secolo con elementi angioini, un arco ogivale con la cornice incassato in una mostra in conci di pietra squadrati, che forse alla sommità aveva delle merlature. Nel XVIII secolo una seconda porta più monumentale, con l'allargamento del quartiere di Santa Maria, fu realizzata come nuovo ingresso. La seconda porta fu usata come gabella per il pagamento del dazio del pescare proveniente dell'Adriatico, e da Pescara. La porta è un monumentale arco a tutto sesto incassato in una mostra elaborata in laterizio, ai fianchi dell'arco si trovano due coppie di paraste a capitello dorico, che sorreggono una trabeazione aggettante con la cornice marcapiano, il secondo livello della porta ha due cuspidi piramidali angolari, il corpo centrale è ristretto, presenta un orologio centrale realizzato nel primo Novecento, in quanto prima era una semplice meridiana. Questo corpo si conclude con timpano triangolare.

Porta Santa Maria (Largo di Porta Santa Maria, presso la caserma Pierantoni): questa porta era la seconda del quartiere, insieme a Porta Pescara. Non si hanno descrizioni o immagini, sicché è difficile stabilire che aspetto avesse. Era l'accesso più settentrionale, dotato sempre di una gabella del dazio, e di un sistema fortificato a guardia del convento di Santa Maria. Demolita nel XIX secolo, rimase il toponimo.

## Strade e piazze principali

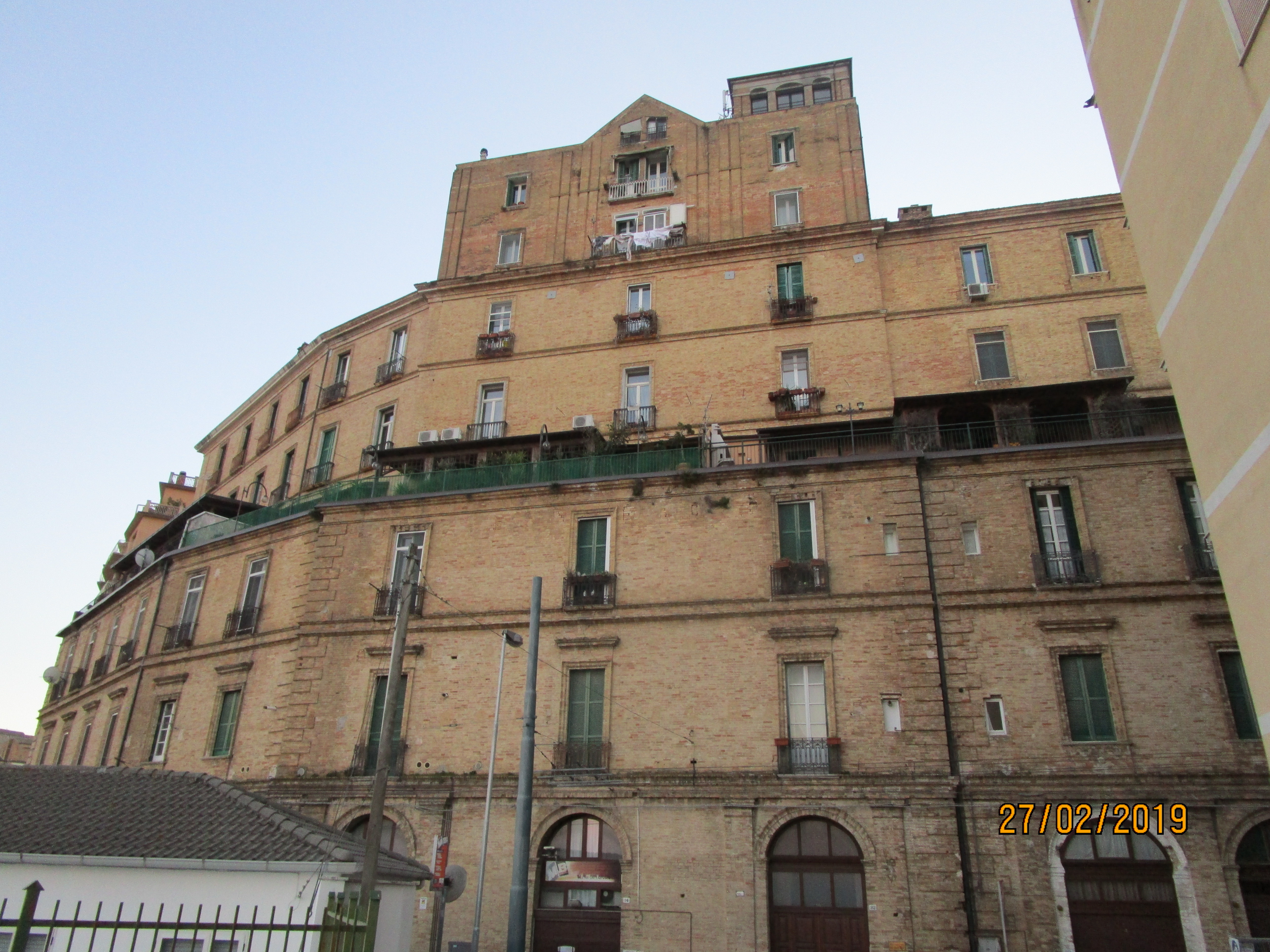
Palazzo Mezzanotte in Largo Sant'Agata, veduta da via S. Olivieri

- Porta Santa Maria: ingresso al quartiere da via Silvino Olivieri. In origine era uno spiazzo di terra battuta con la caserma Pierantoni, oggi vi si trova una rotatoria, con tre palazzi moderni, e sulla sinistra si intravede l'ex convento di Santa Maria.
- Largo Sant'Agata: vi si trovano la storica chiesa di Sant'Agata dei Goti con l'ex convento del Santissimo Rosario adibito a scuola elementare, il Palazzo Mezzanotte alle sue spalle, e l'ala destra del Palazzo De Pasquale, che ha il suo corpo principale affacciato su via Francesco e Luigi Vicoli.
- Via degli Agostiniani - via dei Toppi: è il cardo del quartiere, che da Largo Porta Santa Maria si collega con via Toppi al bivio dove si trova la torre quattrocentesca di Niccolò Toppi. Vi si trovano tanti palazzi sette-ottocenteschi. La via dei Toppi è ricca di palazzi con angiporti e archi.
- Via Porta Pescara: è la costa medievale, il tratto meglio conservato dell'antico nucleo longobardo. Questa via dal Palazzo Toppi scende attraverso l'arco medievale di Porta Pescara fino al monumentale arco ottocentesco, edificato per rendere omaggio allo storico ingresso medievale-gotico. Segno anche che il quartiere in precedenza all'altezza di Porta Pescara era molto più piccolo, e nei secoli successivi andò allargandosi.

- Via dei Tintori - Via Ferdinando Galiani: sono due vie parallele che da via degli Agostiniani portano a Largo Sant'Agata. Anch'esse sono ricche di case civili e piccoli piazzali che testimoniano la storicità medievale-rinascimentale della città al livello urbano, testimoniando un passato ben diverso dal monumentalismo del tardo Ottocento-inizio Novecento delle grandi strutture presenti su Piazza San Giustino e il corso Marrucino.

## Tradizioni:Lu Ricchiapp
Tradizione risalente al Quattrocento, ma sviluppatasi a tutti gli effetti durante il governo spagnolo nel XVII secolo, sino al 1931 fece parte delle festività del Maggio Teatino, in occasione della festa patronale di San Giustino da Chieti. In occasione della festa, dei cavalli Berberi venivano lanciati senza fantino al galoppo, partendo dalla cappella di Sant'Anna, dove si trova il cimitero ottocentesco, lanciati al galoppo attraverso Porta Sant'Anna, Porta Sant'Angelo e via Arniense, sino a raggiungere l'esedra della vecchia pescheria di Piazzetta Zuccarini. Le strade venivano barricate di steccati, corde o panni, affinché i cavalli non deviassero il percorso, e per tutelare gli spettatori, si spargeva sabbia su tutto il tracciato della corsa, per far sì che i cavalli non scivolassero, era vietato usare sistemi violenti per incitare i cavalli alla corsa.
La mossa dei cavalli veniva preceduta da tre colpi di mortaio o di campana, intervallati cinque minuti l'uno dall'altro, che servivano per avvertire il pubblico di lasciare libero il percorso. Al secondo colpo una pattuglia della gendarmeria percorreva la strada per controllarne la sicurezza, al terzo i cavalli venivano fatti partire dal sagrato di Sant'Anna, il percorso attuale è Piazzale Sant'Anna, viale Alessandro Valignani, Piazza Sacro Cuore, Piazza Garibaldi, via Arniense con intermezzo a Piazza Matteotti, di nuovo via Arniense, sino alla pescheria. Il cavallo vincitore della corsa veniva bloccato dal padrone berbero con "lu ricchiapp", e costui riceveva una somma di denaro, e un'icona votiva di Santo Giustino. A causa della pericolosità e di alcuni incidenti, la corsa è stata vietata negli anni '30 del Novecento. Nel 2019 tuttavia è stata avviata la prima rievocazione storica, con corsa campestre lungo lo storico percorso, anziché usare cavalli.